# Louise de Montebello
Louise de Montebello, född 26 februari 1782 i Paris, död där 3 juli 1856, var en fransk hovfunktionär.
Hon var dotter till bankiren François Scholastique och gifte sig 1800 med marskalk Jean Lannes, hertig de Montebello, som stupade 1809, och mor till Louis Napoléon Lannes. Hon var Première dame d'honneur till Frankrikes kejsarinna Marie Louise av Österrike mellan 1810 och 1814. Louise de Montebello beskrivs som en vacker, blygsam, dygdig och huslig kvinna som prioriterade ett stilla familjeliv, och Napoleon tyckte om henne och litade på henne eftersom hon motsvarade hans kvinnoideal, men hon ogillade honom, enligt uppgift för att hon lastade honom för sin makes död. 
Hon fick en mycket god relation till Marie Louise, som gjorde henne till sin närmaste vän och förtrogna och tydde sig till henne när hennes österrikiska uppvaktning skickats hem. Montebello och Marie Louise umgicks ofta ensamma tillsammans på sitt rum och lämnade resten av hovet utanför, något som skapade avund och ogillande gentemot Montebello vid hovet. Hon sades representera den nya napoleonska adeln mot den gamla förrevolutionära adeln vid hovet. Även om hon och Marie Louise kom väl överens på ett personligt plan ägnade hon sig dock sällan åt sitt yrkes uppgifter utan överlät dem på Jeanne Charlotte du Luçay. Hon sov i samma rum som Marie Louise i samband med denna sjukdom och förlossning och stödde henne under hennes regentskap 1813. 
När Napoleon avsattes 1814 följde hon Marie Louise på flykten från Paris till Blois. Hon ska ha rått Marie Louise att inte återvända till Paris för att försvara sin sons arvsrätt till tronen, och att inte göra den avsatte Napoleon sällskap i exil, och Marie Louise följde hennes råd på båda punkter. Efter 1815 återgick hon till det stilla familjeliv hon föredrog. 